# Służba Bezpieczeństwa
Służba Bezpieczeństwa (kurz SB, poln. für Sicherheitsdienst) war von 1956 bis 1990 die Geheimpolizei sowie ein Geheimdienst der ehemaligen Volksrepublik Polen.

## Geschichte
Der polnische Sicherheitsdienst entstand aus der Umstrukturierung des Ministeriums für Öffentliche Sicherheit (poln. Ministerstwo Bezpieczeństwa Publicznego). Zusammen mit seinem Vorgänger, dem sog. Sicherheitsamt (poln. Urząd Bezpieczeństwa), gilt dieser Nachrichtendienst als polnisches Äquivalent zur  Staatssicherheit in der ehemaligen Tschechoslowakei und dem Ministerium für Staatssicherheit in der ehemaligen DDR.
Die Aufgaben des polnischen Sicherheitsdienstes bestanden hauptsächlich darin, das kommunistische System innerhalb des Staates durch die Kontrolle und Durchdringung aller Strukturen des gesellschaftlichen Lebens zu schützen. Dies schloss auch im westlichen Ausland lebende Polen mit ein. Die Funktionäre des polnischen Sicherheitsdienstes beteiligten sich an Repressionen gegen Teilnehmer von Demonstrationen und Streiks. Sie spielten unter anderem zusammen mit der Bürgermiliz sowie deren Motorisierten und Freiwilligen Reserveeinheiten eine wichtige Rolle bei der Unterdrückung von Demonstrationen während der Märzunruhen 1968, dem Dezemberaufstand 1970 und dem Juniaufstand 1976.
Der polnische Sicherheitsdienst besaß zudem viele operative Ressourcen für die Überwachung des Klerus, unabhängiger intellektueller Kreise und nationaler Minderheiten im Land. In den 1950er Jahren baute der polnische Sicherheitsdienst außerdem einen Zahlensender auf, welcher gemeinhin Swedish Rhapsody genannt wurde. Dieser Sender stellte mit Ende des Kalten Kriegs seinen Betrieb ein.
Kurz vor seiner Auflösung waren 24.300 feste Funktionäre und rund 90.000 inoffizielle Mitarbeiter für den polnischen Sicherheitsdienst tätig.

## Morde
Der polnische Sicherheitsdienst war für die Einschüchterung und Ermordung mehrerer politischer Oppositioneller des sozialistischen Regimes in der Volksrepublik Polen verantwortlich. Allein während des Kriegsrechts zwischen 1981 und 1983 und in den Folgejahren bis zum Systemwechsel 1989 kamen je nach Zählweise zwischen 56 und 122 Menschen durch den polnischen Sicherheitsdienst ums Leben. Die überwiegende Zahl der Todesopfer waren Dissidenten oder Sympathisanten der Solidarność. Zu den bekanntesten Todesopfern zählt ferner der römisch-katholische Priester Jerzy Popiełuszko, der im Oktober 1984 von drei Offizieren des polnischen Staatssicherheitsdienstes verschleppt und anschließend ermordet wurde.
Die Morde oder Aktionen mit Todesfolge verstießen gegen geltendes Recht in der Volksrepublik Polen, wurden jedoch von führenden Funktionären des polnischen Sicherheitsdienstes gezielt vertuscht. Ein im August 1989 vom ersten frei gewählten Sejm einberufener Untersuchungsausschuss zur Aufklärung der Tätigkeiten des polnischen Sicherheitsdienstes und weiterer innenpolitischer Staatsorgane, unter der Leitung von Jan Rokita, kam zu dem Ergebnis, dass 88 Personen eindeutig durch Einwirkung des polnischen Sicherheitsdienstes ums Leben gekommen seien. Die zeitnahe Aufarbeitung führte schließlich zur Auflösung des polnischen Sicherheitsdienstes im Juli 1990.